# Lipsanoteca de Samagher

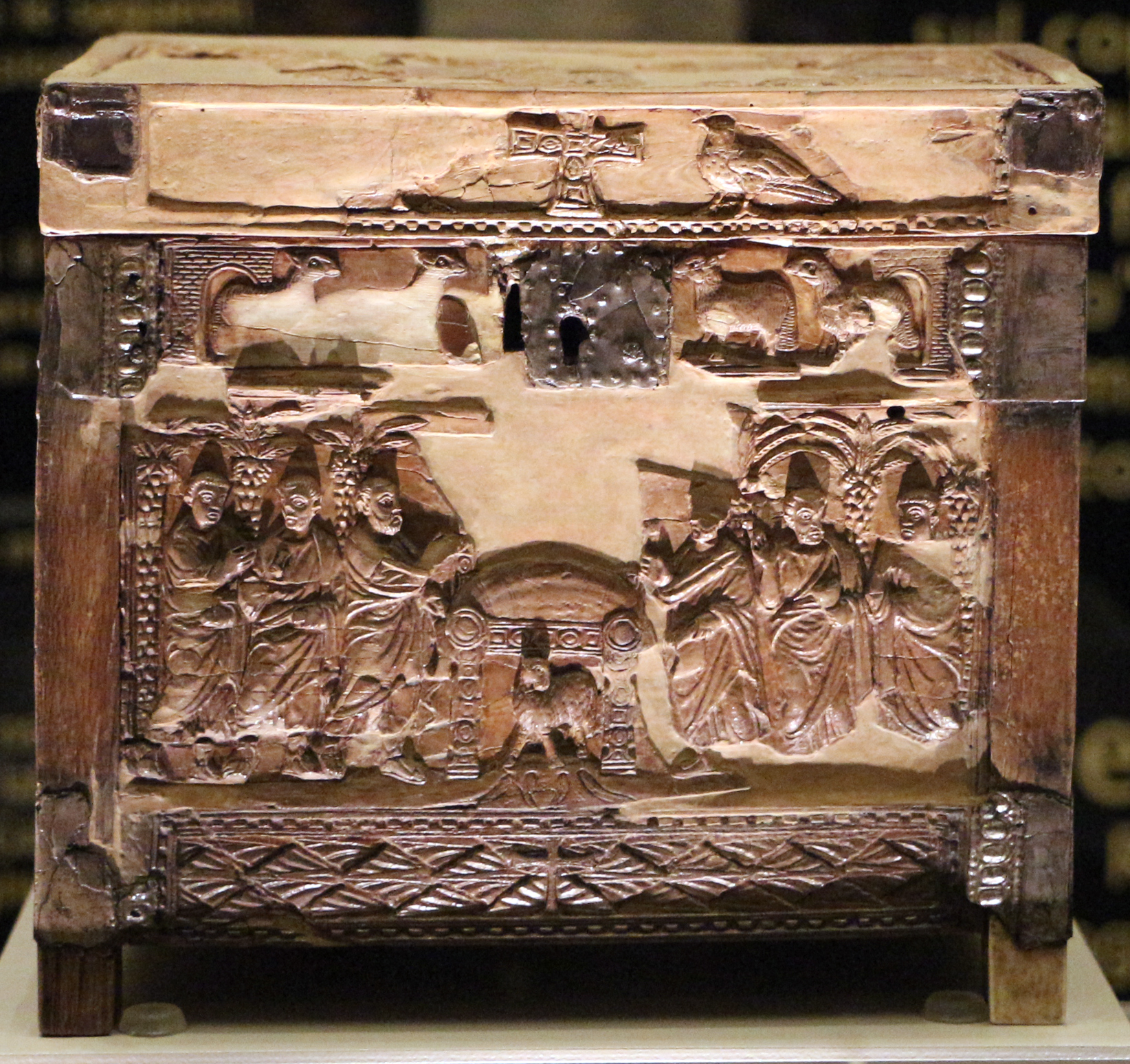
Lipsanoteca de Samagher, 500-550 dc ca. 01

A Lipsanoteca de Samagher, ou Capsella di Samagher (em italiano), encontrada em Samagher, Croácia, é um caixão relicário em marfim com reforços de canto e acessórios de prata (18,5x20,5x16,01 cm), provavelmente produzido por uma fábrica romana por volta de meados do século V, descoberto em 1906 sob o altar da igreja de Sant'Ermagora di Samagher e mantido hoje no Museu Arqueológico Nacional de Veneza. O relicário foi provavelmente feito por ordem de um Sumo Pontífice para ser dado ao imperador Valentiniano III. É um valioso documento da arte cristã primitiva, bem como uma das poucas representações do presbitério da antiga Basílica de São Pedro no Vaticano.

## História

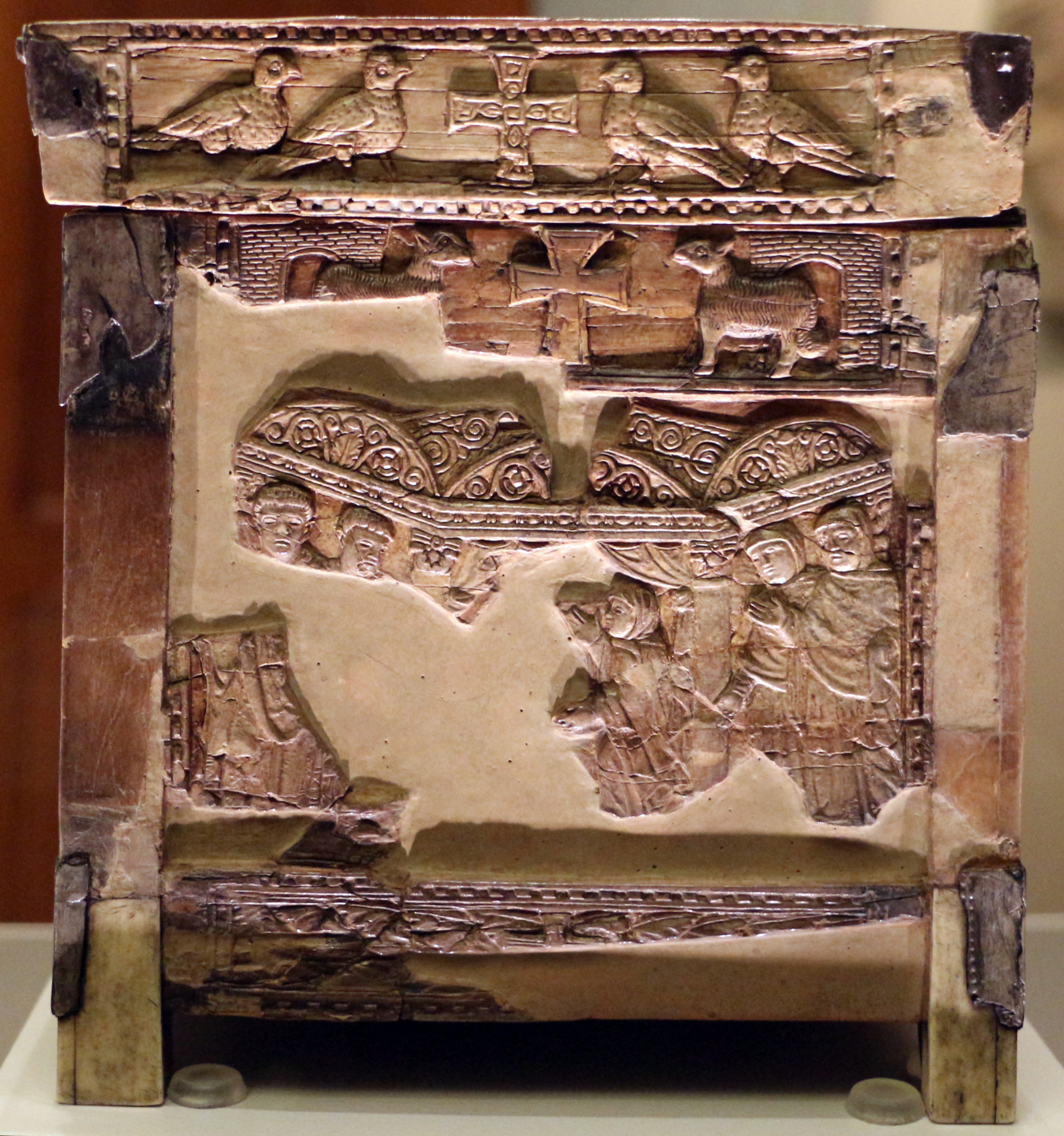
Lipsanoteca de Samagher (pola), 500-550 dc

A lipsanoteca, descoberta em 1906, foi trazida para o Museu Municipal em Pula e remontada duas vezes: no mesmo museu na época da descoberta, e em 1909 no Kunsthistorisches Museum em Viena, em uma mistura de gesso e malha em latão. Atualmente está localizado em Veneza e foi restaurada novamente por um grupo de trabalho interdisciplinar promovido pelo Museu Arqueológico Nacional de Veneza, a Superintendência Especial para a Administração Pública.

## Descrição
Os marfins da lipsanoteca são trabalhados em cinco das seis faces que a compõem.  
Na tampa está representado Jesus entregando a lei a Pedro, o Apóstolo, no lado da frente a iconografia do "Trono Vazio", retirada dos mosaicos da bacia da abside da Basílica de São Pedro (hoje conhecida apenas graças aos desenhos renascentistas). A parte de trás representa o presbitério da antiga Basílica de São Pedro no Vaticano com o Memorial de Pedro, o monumento erguido por Constantino, em sua aparência original (que preservou até o final do século VI). Entre os personagens retratados foram reconhecidos: Constantino e Santa Helena, Imperatriz (Flavia Giulia Elena) visitando a Basílica de São Pedro no Vaticano em 326 (lado de trás), Galla Placidia com o pequeno Valentiniano III do lado esquerdo, Licínia Eudóxia, esposa de Valentiniano, com o marido e a filha (lado direito).

## Técnica
A caixa é feita de incrustações de marfim e enriquecida com acessórios de prata e reforços de canto. A técnica foi reconhecida como pertinente à dos artesãos romanos de meados do século V.

## Estilo
A lipsanoteca é datada de meados do século V pelas características estilísticas e tipológicas das figuras masculinas e femininas e pelo motivo iconográfico do "Trono Vazio" que aparece pela primeira vez no mosaico no topo do arco triunfal da Basílica de Santa Maria Maggiore, datado de depois de 431 (Concílio de Éfeso).
O relicário é muito significativo para o estudo da história da arte antiga e da arte cristã primitiva, também por causa da representação no verso da abside da Basílica de São Pedro no Vaticano, na qual você pode ver o santuário da memória de São Pedro Apóstolo (também conhecido como o "troféu" do santo apóstolo). Este era o lugar de lembrança (sepultamento) do Santo, e ergueu-se do chão da basílica inserida num dado de mármore com lesena de pórfiro, encerrada por uma pérgula com colunas salomônicas e cupidos de uva. Também graças à lipsanoteca foi possível determinar como as colunas originais da pérgula foram reutilizadas nos altares embutidos nos pilares da atual basílica.

## Ligações Externas
- Reconstrução em 3D da Lipsanoteca de Samagher